# Cratere Bernadette
Bernadette  è un cratere sulla superficie di Venere.